# Pasquale Quatrano
Pasquale Quatrano (Camposano, 1876 – ?, 1937) was een Italiaans componist en dirigent.

## Levensloop
Quatrano dirigeerde onder andere vanaf 1920 tot zijn dood de Banda di Cicciano in Cicciano. Naast de werkzaamheden als dirigent was hij ook bezig als componist. Hij schreef vooral werken voor harmonieorkest, waarvan zijn treurmars Pianto Eterno tot nu nog tot het repertoire van de Italiaanse Banda's behoort.

## Composities

### Werken voor harmonieorkest
- 1930 Grande marcia Biricchinata
- 8 Settembre
- Agar e Dux
- Alma Magna
- Epopea gran marcia sinfonica
- Gloria alla Marina Italiana, symfonische mars
- Graziella e Gloria al Fante (samen met: Domenico Quatrano)
- Marcia Orientale
- Pax
- Pianto Eterno, treurmars
- Ridolino in marcia, processiemars